# Eutelia albisecta
Eutelia albisecta är en fjärilsart som beskrevs av Paul Dognin 1911. Eutelia albisecta ingår i släktet Eutelia och familjen nattflyn. Inga underarter finns listade i Catalogue of Life.